# P. Teodorik
P. Teodorik (tudi Theodoricus Locopolitanus), slovenski redovnik, * 17. stoletje, Škofja Loka, † 20. december 1665, Ljubljana.

## Življenje in delo
Je prvi Ločan, ki je vstopil v kapucinski red; vstopil je 4. oktobra 1625. Vrsto let je opravljal službo predstojnika v nekaterih samostanih. Leta 1652 je bil gvardijan v Lipnici, 1654 v Kranju, 1655 v Beljaku in 1661 v Krškem.